# Jimmy Mullen
James „Jimmy” Mullen (ur. 6 stycznia 1923 w Newcastle upon Tyne  – zm. 23 października 1987 w Wolverhampton) – angielski piłkarz występujący podczas kariery na pozycji napastnika.

## Kariera klubowa
Jimmy Mullen całą piłkarską karierę spędził w Wolverhampton Wanderers, w którym występował w latach 1937-1960. W Division One zadebiutował w lutym 1939 w wygranym 4-1 meczu z Leeds United. Z Wilkami trzykrotnie zdobył mistrzostwo Anglii w 1954, 1958 i 1959, Puchar Anglii w 1949, a podczas wojny Football League War Cup w 1942. Ogółem w barwach Wilków rozegrał 634 spotkania, w których zdobył 139 bramek.
| Sezon   | Klub                         | Kraj   | Rozgrywki    | Mecze | Bramki |
| ------- | ---------------------------- | ------ | ------------ | ----- | ------ |
| 1938/49 | Wolverhampton Wanderers F.C. | Anglia | Division One | 8     | 0      |
| 1946/47 | Wolverhampton Wanderers F.C. | Anglia | Division One | 38    | 11     |
| 1947/48 | Wolverhampton Wanderers F.C. | Anglia | Division One | 34    | 8      |
| 1948/49 | Wolverhampton Wanderers F.C. | Anglia | Division One | 38    | 12     |
| 1949/50 | Wolverhampton Wanderers F.C. | Anglia | Division One | 40    | 10     |
| 1950/51 | Wolverhampton Wanderers F.C. | Anglia | Division One | 31    | 5      |
| 1951/52 | Wolverhampton Wanderers F.C. | Anglia | Division One | 40    | 11     |
| 1952/53 | Wolverhampton Wanderers F.C. | Anglia | Division One | 41    | 11     |
| 1953/54 | Wolverhampton Wanderers F.C. | Anglia | Division One | 38    | 7      |
| 1954/55 | Wolverhampton Wanderers F.C. | Anglia | Division One | 17    | 5      |
| 1955/56 | Wolverhampton Wanderers F.C. | Anglia | Division One | 36    | 7      |
| 1956/57 | Wolverhampton Wanderers F.C. | Anglia | Division One | 30    | 3      |
| 1957/58 | Wolverhampton Wanderers F.C. | Anglia | Division One | 38    | 4      |
| 1958/59 | Wolverhampton Wanderers F.C. | Anglia | Division One | 16    | 4      |

## Kariera reprezentacyjna
W reprezentacji Anglii Mullen zadebiutował 12 kwietnia 1947 w zremisowanym 1-1 meczu w British Home Championship ze Szkocją. W 1950 Mullen uczestniczył w mistrzostwach świata. Na turnieju w Brazylii wystąpił w dwóch meczach z Chile i USA. W 1954 Mullen po raz drugi uczestniczył w mistrzostwach świata. Na turnieju w Szwajcarii wystąpił tylko w meczu ze Szwajcarią, który był jego ostatnim meczem w reprezentacji. W meczu tym w 43 min. zdobył pierwszą bramkę dla Anglii. Ogółem Mullen rozegrał w reprezentacji 12 spotkań, w których zdobył 6 bramek.
| Mecze i gole w reprezentacji | Mecze i gole w reprezentacji | Mecze i gole w reprezentacji | Mecze i gole w reprezentacji | Mecze i gole w reprezentacji | Mecze i gole w reprezentacji | Mecze i gole w reprezentacji |
| #                            | Data                         | Miasto                       | Przeciwnik                   | Gol                          | Wynik                        |                              |
| ---------------------------- | ---------------------------- | ---------------------------- | ---------------------------- | ---------------------------- | ---------------------------- | ---------------------------- |
| 1.                           | 12.04.1953                   | Londyn                       | Szkocja                      |                              | 1:1                          | British Home Championship    |
| 2.                           | 18.05.1949                   | Oslo                         | Norwegia                     | Gol                          | 4:1                          | towarzyski                   |
| 3.                           | 22.05.1949                   | Colombes                     | Francja                      |                              | 3:1                          | towarzyski                   |
| 4.                           | 18.05.1950                   | Bruksela                     | Belgia                       | Gol                          | 4:1                          | towarzyski                   |
| 5.                           | 25.06.1950                   | Rio de Janeiro               | Chile                        |                              | 2:0                          | Mundial 1950                 |
| 6.                           | 29.06.1950                   | Belo Horizonte               | Stany Zjednoczone            |                              | 0:1                          | Mundial 1950                 |
| 7.                           | 10.10.1953                   | Cardiff                      | Walia                        |                              | 4:1                          | British Home Championship    |
| 8.                           | 21.10.1953                   | Londyn                       | Reszta Europy                | Gol · Gol                    | 4:4                          | towarzyski                   |
| 9.                           | 11.11.1953                   | Liverpool                    | Irlandia Północna            |                              | 3:1                          | British Home Championship    |
| 10.                          | 03.04.1954                   | Glasgow                      | Szkocja                      | Gol                          | 4:2                          | British Home Championship    |
| 11.                          | 16.05.1954                   | Belgrad                      | Jugosławia                   |                              | 0:1                          | towarzyski                   |
| 12.                          | 20.06.1954                   | Berno                        | Szwajcaria                   | Gol                          | 2:0                          | Mundial 1954                 |